# Bianca Maria Piccinino
Bianca Maria Piccinino (Trieste, 29 de gener de 1924) és una locutora de ràdio italiana. Va ser la primera dona a presentar un telenotícies italià, a les 5,00 de la tarda.
Es va llicenciar en biologia i va entrar a la RAI el 1953 com a guionista de televisió i presentadora de divulgació científica.
A mitjans de la dècada de 1950 va dirigir el programa de televisió L'amico degli animali amb Angelo Lombardi i l'ajudant Andalù; va ser presentadora del Festival de la Cançó d'Eurovisió 1957 i de 1958.
En els anys següents es va fer càrrec dels programes de moda. El 29 de juliol de 1981, va presentar la transmissió en directe de les noces del Príncep Carles i Lady Diana Spencer per Rai 1. Es va retirar el 1989.
El 2014, en el seu 90è aniversari, la ciutat de Trieste la va condecorar amb el San Giusto d'Oro. Actualment, ensenya Moda de vestuari a l'Acadèmia Koefia de Roma i escriu articles per revistes de moda.